# Route I/77 (Slovaquie)
Pour les articles homonymes, voir I77 et Route 77.
La I/77 (en slovaque : cesta I. triedy 77) est une route slovaque de première catégorie reliant Spišská Belá à Svidník. Elle mesure 96 km.

## Tracé
Région de Prešov
- Spišská Belá
- Bušovce
- Podolínec
- Nižné Ružbachy
- Hniezdne
- Stará Ľubovňa
- Ľubotín
- Ruská Voľa nad Popradom
- Obručné
- Lenartov
- Malcov
- Gerlachov
- Tarnov
- Rokytov
- Mokroluh
- Bardejov
- Zborov
- Smilno
- Nižná Polianka
- Hutka
- Vyšný Mirošov
- Nižný Mirošov
- Vyšný Orlík
- Nižný Orlík
- Svidník